# Sybil Ludington
Sybil Ludington, född den 5 april 1761 i Fredericksburg i New York, död den 26 februari 1839 i Catskill i New York, var en firad hjälte från den amerikanska frihetskriget.
På natten den 26 april 1777, 16 år gammal, red hon för att varna milisstyrkor i byar Putnam County, New York och Danbury, Connecticut, att brittiska trupper närmade sig. Ritten liknade dem som utförs av William Dawes och Paul Revere (i Massachusetts, i april 1775) och Jack Jouett (i Virginia, 1781). Ludington red mer än dubbelt så långt som Revere, och hon var mycket yngre än männen.
Lokalhistorikern Martha Lamb skrev om Ludington 1880. Sedan början av nittonhundratalet har Ludingtons berömmelse ökat. Minnesmärken har rests till hennes minne, och böcker har skrivits om henne. En opera och ett maraton har döpts efter Ludington, och hon avbildades 1975 på ett frimärke i USA.
Dikten Sybil Ludington’s Ride, av Berton Braley, handlar om Ludington.